# Mark Messier
Mark John Douglas Messier, född 18 januari 1961 i St. Albert, Alberta, är en kanadensisk före detta professionell ishockeyspelare som gjorde 25 säsonger i NHL för Edmonton Oilers, New York Rangers och Vancouver Canucks och dessutom en säsong i WHA med Indianapolis Racers och Cincinnati Stingers. Han vann Stanley Cup sex gånger (fem med Edmonton och en med New York), fick Hart Trophy som ligans mest värdefulla spelare två gånger (1990 och 1992) och en Conn Smythe Trophy som slutspelets mest värdefulla spelare (1984). När han drog sig tillbaka från ishockeyn 12 september 2005 hade han spelat 1756 grundseriematcher i NHL vilket var elva mindre än Gordie Howe som innehar rekordet. Han är också den tredje mesta poängplockaren, sjunde mesta målskytten och har registrerats för tredje flest assist i NHL:s historia.(1.193 assists)  
1998 samlade tidningen The Hockey News ihop en kommitté av 50 hockeyexperter bestående av före detta NHL-spelare, journalister, TV-bolag, coacher och styrelsemedlemmar för att göra en lista över de 100 bästa spelarna i NHL:s historia. Experterna röstade fram Mark Messier på tolfte plats.
Sedan säsongen 2006-2007 delar utmärkelsen Mark Messier Leadership Award ut som en del av NHL:s prisceremoni. Priset delas ut till de ishockeyspelare som visat goda ledaregenskaper både vid sidan av och på isen, under sin karriär i National Hockey League, och därmed utgör goda förebilder för kommande hockeygenerationer.

## Spelarkarriär

### Tidiga år
Redan tidigt i karriären fick han smeknamnet ”The Moose” (Älgen) som syftar på hans storlek, styrka och bestämdhet på ishockeyplanen. När han var 16 år vägde han nästan 90 kilo och utmärkte sig både i poängkolumnen och i kolumnen för utvisningsminuter i AJHL-laget (Alberta Junior Hockey League) St. Albert Saints där han tränades av sin pappa. Som sjuttonåring skrev han på ett ”try-out”-kontrakt om fem matcher med WHA-laget Indianapolis Racers. Han lyckades inte speciellt bra i Racers (där bland andra Wayne Gretzky, som Messier senare kom att bli nära vän med, spelade) men han fick en ny chans av Cincinnati Stingers där han spelade säsongen ut utan att imponera nämnvärt.
Inför NHL-draften 1979 hade tre nya lag kommit med i NHL. Ett av dessa, Edmonton Oilers, valde att ge Messier en chans och man valde honom i tredje rundan som nummer 48 totalt. Messier var, trots den skrala säsongen i WHA, känd som en produktiv forward och en mycket bra ledare. I Edmonton återförenades han med Gretzky och Edmonton kom snart att dominera i NHL i mitten och slutet av 80-talet.

### Edmonton Oilers
I Edmonton startade Messier lite trögt poängmässigt men han kom snart igång. Under sin tredje säsong i NHL lyckades han göra 50 mål för första gången och han blev med det uttagen i NHL:s All-Star team.
Även om Wayne Gretzky var lagets stora stjärna och lagkapten var det Mark Messier som fick ta emot Conn Smythe Trophy som slutspelets mest värdefulla spelare 1984 efter Edmontons första Stanley Cup-vinst. Gretzky gjorde mer än tio poäng mer än Messier i slutspelet men Messiers förmåga att höja sig när det verkligen gällde och leda laget gjorde att det blev han som mottog trofén. Med Gretzky och Messier i laget vann Edmonton Stanley Cup fyra gånger (1984, 1985, 1987 och 1988). 
Messier spelade länge som andracenter bakom Gretzky och utgjorde där ett starkt radarpar tillsammans med Glenn Anderson. Messier hade assisterat till 167 av Andersons mål och Anderson hade spelat fram till 135 av Messiers mål. När Gretzky lämnade laget och flyttade till Los Angeles Kings inför säsongen 1989–90 trodde många att Edmontons dominans var över. Messier tog för första gången över som lagkapten och ledde laget till en femte titel samma år. Messier gjorde sin poängmässigt bästa säsong och slutade tvåa i poängligan efter Gretzky med 45 mål, 84 assist och 129 poäng . Han vann Hart Trophy men inte Conn Smythe Trophy trots att många hävdade att han varit mycket bättre än säsongen 1984, men målvakten Bill Ranford storspelade genom hela slutspelet och fick mottaga priset. Messier hade verkligen tagit över efter många år i skuggan av Gretzky, något som stärks av att Gretzky vunnit Hart Trophy nio gånger de senaste tio åren innan Messier fick den 1990.

### New York Rangers
4 oktober 1991 bytte Edmonton Oilers bort Messier till New York Rangers i utbyte mot Bernie Nicholls, Steven Rice och Louie DeBrusk. Rangers hade inte vunnit Stanley Cup sedan 1940 och nu såg man Messier som mannen som kunde leda laget mot första titeln på över 50 år. Redan till matchen 7 oktober blev Messier utnämnd till lagkapten för Rangers.
Messier fortsatte på samma sätt som i Oilers och gjorde första säsongen i Rangers 35 mål, 72 assist och 107 poäng och vann sin andra Hart Trophy. Efter att ha missat slutspelet 1992–93 satsade Rangers general manager Neil Smith på rutin inför slutspelet 1993–94. När slutspelet startade spelade de före detta Oilersspelarna Mark Messier, Kevin Lowe, Glenn Anderson, Jeff Beukeboom, Adam Graves, Esa Tikkanen och Craig MacTavish alla i Rangers. I Eastern Conference-finalen mot New Jersey Devils låg Rangers inför den sjätte matchen under med 3-2 i matcher. Matchen, som skulle spelas i New Jersey, kunde bli Rangers sista i slutspelet. Messier gick dock ut i New Yorks tidningar och lovade att det skulle komma en sjunde och avgörande match hemma i New York. Han såg till att hålla löftet genom att göra ett hat-trick (tre mål) i den tredje och sista perioden. Rangers vann matchen med 4-2 och i den avgörande matchen vann Rangers på övertid. Finalen mot Vancouver Canucks blev mycket jämn och avgjordes inte förrän i match sju efter ett matchvinnande mål av Messier. Messier blev därmed den första (och hittills enda) spelaren att vara lagkapten i två olika Stanley Cup-vinnande lag.

### Vancouver Canucks
Inför säsongen 1997–98 skrev Messier på som free agent för Vancouver Canucks. Rangers hade erbjudit honom ett nytt kontrakt värt 4 miljoner dollar per säsong men Messier tyckte det var för lite. Istället skrev han på för Vancouver som erbjöd honom ett treårskontrakt värt 21 miljoner dollar och hade option på ett fjärde och ett femte år. Canucks hade ett mycket ungt och talangfullt lag och man såg Messier som den perfekta spelaren att leda laget till framgång med sin rutin och sin ledarskapsförmåga. 
Det blev dock bara tre år i Vancouver innan han flyttade tillbaka till New York. Genom att använda nummer 11 (som han använde under hela sin karriär) som inofficiellt var ett pensionerat nummer sedan förre Canucksspelaren Wayne Maki dog i hjärncancer 1974 gjorde han sig impopulär bland många fans och vistelsen blev, även om Messier själv påstår motsatsen, ingen lyckad period.
Han gjorde 52 mål, 110 assist och 162 poäng på 207 matcher i Canucks. 

### Rangers igen
Sommaren 2000 skrev Messier återigen på för New York Rangers och fansen hade fått tillbaka ”The Captain” som han bland annat kallades för. Messier blev återigen utnämnd till lagkapten och tog över efter Brian Leetch som haft ansvaret sedan Messier lämnade laget tre år tidigare. Han visade att han inte var slut som hockeyspelare genom att göra respektabla 24 mål, 43 assist och 67 poäng som 40-åring säsongen 2000–01. 4 november 2003 passerade Messier Gordie Howe och tog sig upp på andra plats på listan över spelare med flest matcher i NHL´s historia. Drygt två veckor senare åkte han till Edmonton för att delta i Heritage Classic som den enda aktiva spelaren att delta i uppvisningsmatchen tillsammans med sina gamla lagkamrater från Edmonton Oilers. Senare under säsongen passerade han även Gordie Howe på listan över mesta poängplockaren i NHL:s historia. Messier ligger trea på den listan efter gamla kompisen Wayne Gretzky, och tvåan Jaromír Jágr. 
Efter säsongen 2003–04 spekulerade många i att Messier skulle sluta. Spelarstrejken satte stopp för den efterföljande säsongen och 12 september 2005 tillkännagav Messier själv att han, 44 år ung, lade av med ishockeyn. När han lade skridskorna på hyllan hade Messier spelat 1756 grundseriematcher i NHL. Ettan på den listan, Gordie Howe, hade endast gjort elva fler än Messier och ett flertal fans blev besvikna att han inte försökte slå rekordet. Messier själv sa: "But I wouldn't come back and play just for that reason. I never really thought of individual records. They weren't a concern to me. Besides, anyone who plays at 50-odd years old deserves that record." och syftade på att Howe hade spelat till han var 52 år. Messier hade totalt varit kapten för New York Rangers i 10 år och han var den sista spelaren som spelat i WHA att lägga av med ishockeyn.

### Messier hyllas av Rangers och Oilers

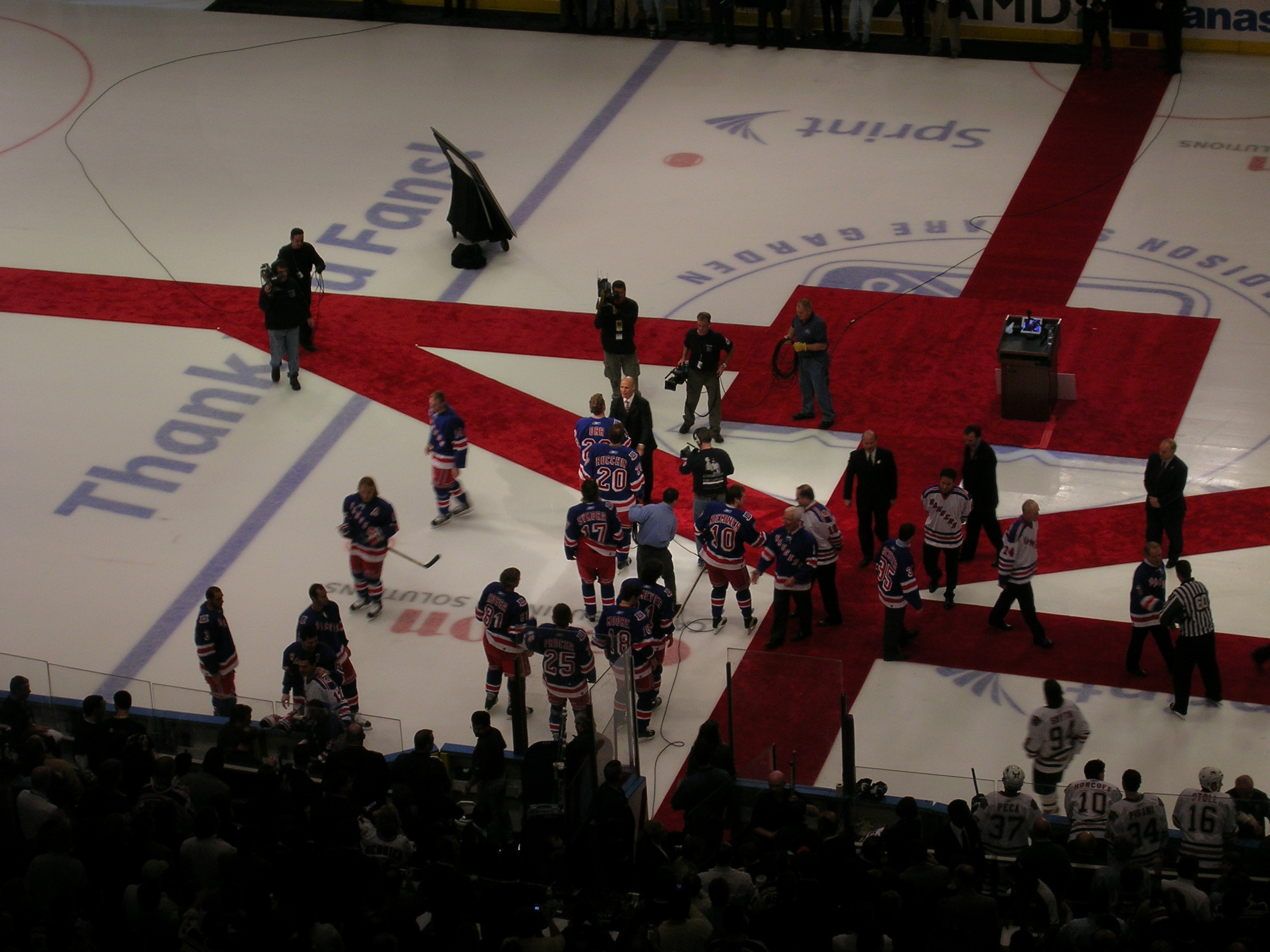
Mark Messier hyllas i Madison Square Garden den 12 januari 2006.

12 januari 2006 hölls en 75 minuter lång hyllningsceremoni i Madison Square Garden för Messier i samband med Rangers match mot Edmonton Oilers. Fler än 20 av hans lagkamrater och tränare från Stanley Cup-vinsten 1994 närvarade och ett par av dem höll tal till honom. I slutet av ceremonin lyfte Messier Stanley Cup-pokalen en sista gång innan han fick se sin tröja nummer 11 hissas upp i taket och bli det fjärde numret (efter Ed Giacomins nummer 1, Rod Gilberts 7 och Mike Richters 35) att pensioneras av New York-klubben.
27 februari 2007 var det dags för Messiers första NHL-klubb, Edmonton Oilers, att hylla sin gamla hjälte. Messiers nummer 11 hissades upp i taket inför ögonen på bland andra Wayne Gretzky, Glenn Anderson, Grant Fuhr, Jari Kurri och Paul Coffey. Numret kommer aldrig mer användas av Edmonton Oilers.

### Landslag
Messier hann med att representera Kanadas ishockeylandslag i tre Canada Cup (Canada Cup 1984, Canada Cup 1987 och Canada Cup 1991), vid ett världsmästerskap (1989) och ett World Cup (1996). Han vann tre Canada Cup-guld och ett VM-silver.

## Spelstil och ledarskap
Messier hade en mycket fysisk och tuff, ofta på gränsen till ful, spelstil. Han var en skicklig två-vägsspelare (en spelare som är duktig både offensivt och defensivt). Han spelade största delen av sin karriär som center men spelade stundtals vänsterforward under tiden i Edmonton. Messier var egentligen definitionen av en power forward även om den termen inte kom att användas förrän under början och mitten på 90-talet då spelare som Cam Neely och Keith Tkachuk gav upphov till termen. 
Själv sade han när han var 43 år att han inte var samma spelare som när han var 20 vilket talar sitt tydliga språk om man kollar på statistiken över de sista säsongerna. Även om han fortfarande hade mycket istid var han inte lika dominant och fysisk som han var under sina glansdagar.
Messier är den enda spelaren som varit lagkapten för två olika Stanley Cup-vinnande lag och brukar ofta betitlas som NHL:s bästa ledare. Forna lagkamrater som Adam Graves och Mike Richter har sagt att när Messier kom till Rangers i början av 90-talet övertygade han de övriga spelarna att de var vinnare och att Stanley Cup var "meant to be". Under avskedsceremonin berättade Mike Richter om en händelse som ofta berättats om hur Messier var som ledare. När Darren Langdon kom till Rangers ägde han ingen kostym (vilket spelarna bar när de reste med laget). Messier köpte då en fin märkeskostym åt honom och hängde den på hans plats i omklädningsrummet.

## Vid sidan om ishockeyn
Marks bror Paul har spelat för Colorado Rockies och hans kusiner Mitch och Joby har båda spelat i NHL.
Tillsammans med fotomodellen Leslie Young har Messier en son, Lyon, född 16 augusti 1987. Lyon spelar som back i NAHL-laget (North American Hockey League) Texas Tornado. Tillsammans med flickvännen Kim Clark har Messier ytterligare en son, Douglas Paul, född 15 juli 2003, och en dotter, Jacqueline Jean, född i augusti 2005.
I hemstaden St. Albert är Messier fortfarande, 30 år efter det att han spelade där, en legend och en av rinkarna i Campbell Arena är döpt efter honom. 
Messier var, efter Stanley Cup-vinsten, en av de mest populära idrottsmännen i New York. Han har i sin tur gjort sitt bästa för att ge tillbaka till staden. Efter terrorattackerna mot World Trade Center 11 september 2001 besökte Messier tillsammans med några representanter för Rangers brandmännen som röjde upp på ground zero för att visa sin och klubbens uppskattning och support. Om mötet sa Rangers general manager Glen Sather: "He walks in the door and those guys are just all over him. He's as much in awe over those guys as they are over him and it's genuine as hell."
Messier är sedan 15 år mycket involverad I välgörenhetsprojektet Tomorrows Children’s Fund där han är heders-VD. Förutom att skänka pengar besöker han då och då barnen på sjukhuset. För några år sedan instiftade Messier ”Mark Messier Point Club” där han lovade att skänka 100 dollar för varje poäng han gjorde under grundserien och 500 dollar för varje poäng i slutspelet. Flera sponsorer hoppade på projektet och matchade Messiers donationer. 
17 augusti 2009 meddelade New York Rangers att Mark Messier anlitats som assistent till lagets president och General manager Glen Sather.

## Statistik

### Klubbkarriär
| 1976–77    | Spruce Grove Mets    | AJHL       | 57   | 27  | 39   | 66   | 91   | –   | –   | –   | –   | –   |
| 1977–78    | St. Albert Saints    | AJHL       | 54   | 25  | 49   | 74   | 194  | –   | –   | –   | –   | –   |
| 1977–78    | Portland Winterhawks | WHL        | –    | –   | –    | –    | –    | 7   | 4   | 1   | 5   | 2   |
| 1978–79    | St. Albert Saints    | AJHL       | 17   | 15  | 18   | 33   | 64   | –   | –   | –   | –   | –   |
| 1978–79    | Indianapolis Racers  | WHA        | 5    | 0   | 0    | 0    | 0    | –   | –   | –   | –   | –   |
| 1978–79    | Cincinnati Stingers  | WHA        | 47   | 1   | 10   | 11   | 58   | –   | –   | –   | –   | –   |
| 1979–80    | Houston Apollos      | CHL        | 4    | 0   | 3    | 3    | 4    | –   | –   | –   | –   | –   |
| 1979–80    | Edmonton Oilers      | NHL        | 75   | 12  | 21   | 33   | 120  | 3   | 1   | 2   | 3   | 2   |
| 1980–81    | Edmonton Oilers      | NHL        | 72   | 23  | 40   | 63   | 102  | 9   | 2   | 5   | 7   | 13  |
| 1981–82    | Edmonton Oilers      | NHL        | 78   | 50  | 38   | 88   | 119  | 5   | 1   | 2   | 3   | 8   |
| 1982–83    | Edmonton Oilers      | NHL        | 77   | 48  | 58   | 106  | 72   | 15  | 15  | 6   | 21  | 14  |
| 1983–84    | Edmonton Oilers      | NHL        | 73   | 37  | 64   | 101  | 165  | 19  | 8   | 18  | 26  | 19  |
| 1984–85    | Edmonton Oilers      | NHL        | 55   | 23  | 31   | 54   | 57   | 18  | 12  | 13  | 25  | 12  |
| 1985–86    | Edmonton Oilers      | NHL        | 63   | 35  | 49   | 84   | 68   | 10  | 4   | 6   | 10  | 18  |
| 1986–87    | Edmonton Oilers      | NHL        | 77   | 37  | 70   | 107  | 73   | 21  | 12  | 16  | 28  | 16  |
| 1987–88    | Edmonton Oilers      | NHL        | 77   | 37  | 74   | 111  | 103  | 19  | 11  | 23  | 34  | 29  |
| 1988–89    | Edmonton Oilers      | NHL        | 72   | 33  | 61   | 94   | 130  | 7   | 1   | 11  | 12  | 8   |
| 1989–90    | Edmonton Oilers      | NHL        | 79   | 45  | 84   | 129  | 79   | 22  | 9   | 22  | 31  | 20  |
| 1990–91    | Edmonton Oilers      | NHL        | 53   | 12  | 52   | 64   | 34   | 18  | 4   | 11  | 15  | 16  |
| 1991–92    | New York Rangers     | NHL        | 79   | 35  | 72   | 107  | 76   | 11  | 7   | 7   | 14  | 6   |
| 1992–93    | New York Rangers     | NHL        | 75   | 25  | 66   | 91   | 72   | –   | –   | –   | –   | –   |
| 1993–94    | New York Rangers     | NHL        | 76   | 26  | 58   | 84   | 76   | 23  | 12  | 18  | 30  | 33  |
| 1994–95    | New York Rangers     | NHL        | 46   | 14  | 39   | 53   | 40   | 10  | 3   | 10  | 13  | 8   |
| 1995–96    | New York Rangers     | NHL        | 74   | 47  | 52   | 99   | 122  | 11  | 4   | 7   | 11  | 16  |
| 1996–97    | New York Rangers     | NHL        | 71   | 36  | 48   | 84   | 88   | 15  | 3   | 9   | 12  | 6   |
| 1997–98    | Vancouver Canucks    | NHL        | 82   | 22  | 38   | 60   | 58   | –   | –   | –   | –   | –   |
| 1998–99    | Vancouver Canucks    | NHL        | 59   | 13  | 35   | 48   | 33   | –   | –   | –   | –   | –   |
| 1999–00    | Vancouver Canucks    | NHL        | 66   | 17  | 37   | 54   | 30   | –   | –   | –   | –   | –   |
| 2000–01    | New York Rangers     | NHL        | 82   | 24  | 43   | 67   | 89   | –   | –   | –   | –   | –   |
| 2001–02    | New York Rangers     | NHL        | 41   | 7   | 16   | 23   | 32   | –   | –   | –   | –   | –   |
| 2002–03    | New York Rangers     | NHL        | 78   | 18  | 22   | 40   | 30   | –   | –   | –   | –   | –   |
| 2003–04    | New York Rangers     | NHL        | 76   | 18  | 25   | 43   | 42   | –   | –   | –   | –   | –   |
| NHL Totalt | NHL Totalt           | NHL Totalt | 1756 | 694 | 1193 | 1887 | 1910 | 236 | 109 | 186 | 295 | 244 |

### Meriter
- Stanley Cup – 1984, 1985, 1987, 1988, 1990 och 1994
- Hart Trophy – 1990 och 1992
- Conn Smythe Trophy – 1984
- Lester B. Pearson Award – 1990 och 1992
- NHL First All-Star Team – 1982, 1983, 1990 och 1992
- NHL Second All-Star Team – 1984
- NHL All-Star Game – 1982, 1983, 1984, 1986, 1988, 1989, 1990, 1991, 1992, 1994, 1996, 1997, 1998, 2000 och 2004
- Blev 1998 rankad som nummer 12 på listan över NHL:s bästa spelare genom tiderna av tidning The Hockey News
- Den enda spelaren som varit lagkapten i två olika Stanley Cup-vinnande lag
- Har spelat näst flest grunderiematcher i NHL:s historia efter Gordie Howe. Ligger trea på listan över antal assist och sjua i antal gjorde mål.
- Nummer två på listan över spelade slutspelsmatcher efter Patrick Roy. Tvåa i antal mål, assist och poäng i slutspelet efter Wayne Gretzky